# Avesta (Svezia)
Avesta è una cittadina della Svezia centrale, capoluogo del comune omonimo, nella contea di Dalarna; nel 2005 aveva una popolazione di 14 738 abitanti.